# Probole exsinuaria
Probole exsinuaria là một loài bướm đêm trong họ Geometridae.